# Francesc Feliu Torrent
Francesc Feliu Torrent (Calella, 16 de gener del 1968) és catedràtic de Filologia Catalana a la Universitat de Girona. És membre investigador de l'Institut de Llengua i Cultura Catalanes, i Investigador Principal del Grup de Recerca en Història de la llengua i llengua normativa, iniciat a la Universitat de Girona pels professors Modest Prats i Josep Maria Nadal. Des del 15 de novembre de 2023 és membre de la secció filològica de l'Institut d'Estudis Catalans.

## Trajectòria
Es doctorà l’any 1997 amb la tesi intitulada: L'obra filològica d'Antoni de Bastero i Lledó. Edició de la Història de la llengua catalana, la qual va obtenir el Premi IEC de la Secció Filològica Marià Aguiló de Gramàtica Històrica i Història de la Llengua (1999) i el Premi Extraordinari de Doctorat de la Universitat de Girona (2000).
S'ha dedicat especialment a estudiar la història de la filologia catalana, la història de la llengua literària catalana i la història de les idees lingüístiques, i ha participat en nombrosos projectes d'investigació sempre partint de la idea fonamental que les llengües són essencialment una construcció cultural i històrica. Aquest paradigma teòric li ha permès, justament, la col·laboració amb especialistes d'altres àmbits i contextos lingüístics, en iniciatives i projectes d'investigació de caràcter nacional i internacional. Ha dirigit cinc tesis doctorals, tres de les quals han obtingut premis institucionals, i ha participat activament en la planificació dels estudis de filologia catalana i en projectes d’innovació docent. Ha estat director també del Postgrau en Llengua catalana: correcció de textos orals i escrits, entre 2014 i 2020. 
Des de l’any 2002 ha ocupat diversos càrrecs de gestió a la Universitat de Girona, entre els quals el de director del Departament de Filologia i Filosofia (2002-2004), coordinador d'estudi de Filologia Catalana (2007-2008), degà de la Facultat de Lletres (2008-2009) i vicerector de Política Acadèmica (2009-2013). Posteriorment ha exercit com a president de la Coordinadora d’Estudis Universitaris de Filologia Catalana (2016-2019) i com a director de l'Institut de Llengua i Cultura Catalanes (2016-2024). Actualment dirigeix l'Observatori de les Llengües d'Europa (ODELLEUM) (2021-).

## Obres (selecció)
Se citen a continuació les publicacions més rellevants, agrupades segons la línia de recerca en què s'inscriuen:
Llengua antiga i gramàtica històrica:  
- Feliu, Francesc i Joan Ferrer, 2011. «Judaeo-Catalan: in search of a mediaeval dialect that never was». Journal of Iberian Medieval Studies 3, 41-60. ISSN: 1754-6559.
- Feliu, Francesc, 2013. «Les certeses i els dubtes en l’estudi de les fases inicials d’una llengua romànica: el català antic». Dins A.M. Chabrolle-Cerretini ed., Romania: réalité(s) et concepts. Limoges: Lambert-Lucas, 195- 203. ISBN 978-2-35935-059-3.
- Feliu, Francesc, 2016. «El català oral de Girona al segle xv: noves perspectives d'estudi». Dins Sapientiae liberi, libertate sapientes. Miscel.lània d'homenatge a Joan Martí i Castell. Tarragona: Universitat Rovira i Virgili, Vol I, 61-68. ISBN 978-84-8424-425-7.
- Feliu, Francesc, Joan Ferrer i Josep M. Nadal, 2025 (en premsa). «El concepte de ‘català antic’». Dins Gramàtica del català antic (M. Pérez-Saldanya, J. Martines i G. Rigau, dirs.) València: Universitat de València.

Història de la llengua catalana de l’edat moderna, i especialment del s. xviii:
- Feliu, Francesc, Sadurní Martí, Francesc Ten i Josep Vicens, 1992. Tractar de nostra llengua catalana. Apologies setcentistes de l'idioma al Principat. Vic: Eumo Editorial (Biblioteca Universitària). ISBN 84-7602-806-7.
- Feliu, Francesc (ed), 1997. Història de la llengua catalana. Antoni de Bastero. Vic: Eumo Editorial (Biblioteca Universitària). ISBN 84-7602-816-4.
- Feliu, Francesc, 2000. Catàleg dels manuscrits filològics d’Antoni de Bastero. Barcelona: Institut d'Estudis Catalans. ISBN 84-7283-510-3.
- Feliu, Francesc i Gemma Albiol, 2017. Antoni Febrer i Cardona. Obres gramaticals II [Estudi introductori i edició a cura de ——]. Barcelona: Institut d'Estudis Catalans / Institut Menorquí d’Estudis. ISBN 978-84-9965-371-6.
- Feliu, Francesc i Joan Ferrer, 2019. «De Petrés a Bigastre: una excursió per la llengua de les cartes de poblament valencianes del xvii». Caplletra: revista internacional de filologia 66, 121-135. ISSN: 0214-8188.
- Feliu, Francesc, 2021. «Els discursos fundacionals sobre la història de la llengua catalana». Caplletra: revista internacional de filologia 71, 175-200. ISSN: 0214-8188.

Els models de la llengua literària catalana i la seva evolució:
- Feliu, Francesc, 2009. «La 'Questione della lingua' a Girona». Dins La Catalogna in Europa, l'Europa in Catalogna. Transiti, passaggi, traduzzioni. Atti del ix Congresso internazionale della Associazione italiana di studi catalani (Edizione in rete a cura di C. Di Girolamo, P. Di Luca e O. Scarpati). Nàpols: Università degli Studi di Napoli Federico II. ISBN 978-88-7893-009-4.
- Feliu, Francesc, 2006. «Mansana, temprana, eriso, i tots els altres mots 'desconeguts': el problema dels castellanismes en la llengua literària de Fontanella». Dins P. Valsalobre i G. Sansano, eds., Francesc Fontanella: una obra, una vida, un temps. Bellcaire: Edicions Vitel·la, 125-156. ISBN 84-935295-16.
- Feliu, Francesc, 2008. «Problemes en l'edició de textos de l'edat moderna». Anuari Verdaguer 16, 353-376. ISSN: 1130-202X.
- Feliu, Francesc i Joan Ferrer, 2013. «Le traduzioni della Bibbia nella formazione del catalano letterario moderno». Dins R. Librandi, ed., Lingue e testi delle riforme cattoliche in Europa e nelle Americhe secc. xvi-xxi. Florència: Franco Cesati editore, 281-321. ISBN 978-88-7667-438-9.
- Feliu, Francesc, 2023. «Maragall: els pronoms febles com a símptoma». Haidé. Estudis maragallians 12, 12-29. ISSN: 2014-3818.
- Ferrer, Joan i Francesc Feliu, 2020. «Un assaig general del fabrisme: la traducció de Pickwick de Josep Carner». eHumanista : Journal of Iberian Studies 18, 248-261. ISSN: 1540-5877.

Aspectes teòrics de la història de les llengües europees, i les ideologies lingüístiques que les han condicionat:
- Feliu, Francesc i Josep M. Nadal, 2014. «Des inventions necessaires: éloge de la linguistique». Dins J.M. Nadal, A.M. Chabrolle-Cerretini i O. Fullana, eds., L'espace des langues. París: L'Harmattan – sociolinguistique, 11- 26. ISBN 978-2-343-03447-8.
- Feliu, Francesc, 2017. «I miti nell'elaborazione sociale delle lingue». Ianua : revista philologica romanica 17, 25-32. ISSN: 1616-413X.
- Feliu, Francesc i Josep M. Nadal, 2016. «Languages as a construction: An enlightening perspective». Dins F. Feliu i J.M. Nadal eds., Constructing languages: Norms, myths and emotions. Amsterdam: John Benjamins Publishing, 1-6. ISBN 978-90-272-4019-4.
- Feliu, Francesc, 2019. «The persistence of 'old language' and the structuring of language communities». Dins F. Feliu i O. Fullana, eds., The Intricacy of Languages. Amsterdam: John Benjamins, 48-52. ISBN 9789027261946.
- Nadal, Josep M. i Francesc Feliu, 2022. «El multilingüisme inevitable». eHumanista : Journal of Iberian Studies 22, 182-190. ISSN: 1540-5877.

L’establiment del corpus normatiu del català actual i el context sociolingüístic de l’estandardització contemporània:
- Feliu, Francesc i Olga Fullana, 2012. «La inclusió d'afixos en el DGLC: una novetat lexicogràfica a principis del segle xx». Dins M.A. Pradilla, ed., Fabra, encara. Actes del III Col·loqui Internacional 'La lingüística de Pompeu Fabra'. Barcelona: Institut d'Estudis Catalans, 393-403. ISBN 978-84-9965-147-7.
- Feliu, Francesc, 2018. «La 'lengua antigua' en la codificación contemporánea del catalán». Dins B. Colombat, B. Combettes, V. Raby i G. Siouffi, dirs., Histoire des langues et histoire des répresentations linguistiques. París: Editions Honoré Champion, 451-464. ISBN 9782745351050.
- Feliu, Francesc, 2021. «Estandardització, consciència lingüística i canvi lingüístic. A propòsit de la proclisi de les formes plenes dels pronoms en el català central». Dins M.A. Pradilla, ed., De llengua i societat : de la proposta fabriana a la reforma normativa de l'IEC. Barcelona: Institut d'Estudis Catalans, 15-31. ISBN 978-84-9965-586-4.
- Nadal, Josep M. i Francesc Feliu, 2021. «Linguistic Norms, Centre-Periphery Dynamics and the Tension between Uniformity and Diversity in Processes of Standardisation». Dins W. Ayres-Bennett i J. Bellamy, eds., The Cambridge Handbook of Language Standardisation. Cambridge: Cambridge University Press, 597-620. ISBN 9781108559249.
- Feliu, Francesc, 2022. «Politiche linguistiche ed appropriazioni diverse della lingua: i nomi del catalano». Dins F. Feliu i G. Agresti, eds., Penser et évaluer les politiques linguistiques. Terrains. critères, indicateurs. Roma: Aracne Editrice, 275-298. ISBN 979-12-2180-039-5.